# David Vogan
David Alexander Vogan, Jr. (né le 8 septembre 1954) est un mathématicien du Massachusetts Institute of Technology qui travaille sur les représentations unitaires de groupes de Lie simples.

## Biographie
Pendant ses études à l'Université de Chicago, il devient Putnam Fellow en 1972. Il obtient son doctorat du MIT en 1976, sous la direction de Bertram Kostant. Dans sa thèse, il introduit la notion de type K le plus bas au cours de l'obtention d'une classification algébrique des modules irréductibles de Harish-Chandra. Il est actuellement l'un des participants à l'Atlas des groupes de Lie et des représentations.
Vogan est élu à l'Académie américaine des arts et des sciences en 1996. Il est chef du département de mathématiques au MIT de 1999 à 2004. En 2012, il devient Fellow de l'American Mathematical Society. Il est président de l'AMS en 2013-2014. Il est élu à l'Académie nationale des sciences en 2013. Il est titulaire de la chaire Norbert Wiener de mathématiques au MIT jusqu'à sa retraite en 2020.

## Publications
- Representations of real reductive Lie groups. Birkhäuser, 1981[7]
- Unitary representations of reductive Lie groups. Princeton University Press, 1987  (ISBN 0-691-08482-3)[8]
- Avec Paul Sally (ed.): Representation theory and harmonic analysis on semisimple Lie groups. American Mathematical Society, 1989
- Avec Jeffrey Adams & Dan Barbasch (ed.): The Langlands Classification and Irreducible Characters for Real Reductive Groups. Birkhäuser, 1992
- Avec Anthony W. Knapp: Cohomological Induction and Unitary Representations. Princeton University Press, 1995  (ISBN 0-691-03756-6)
- Avec Joseph A. Wolf et Juan Tirao (ed.): Geometry and representation theory of real and p-adic groups. Birkhäuser, 1998
- Avec Jeffrey Adams (ed.): Representation theory of Lie groups. American Mathematical Society, 2000
- The Character Table for E8. Dans : Notices of the American Mathematical Society Nr. 9, 2007 (PDF)